# Jaskinia Zimna
Jaskinia Zimna (Duda, Jaskinia Biała, Biała nad Łukami) – jaskinia położona w Tatrach Zachodnich we wschodnich zboczach Doliny Kościeliskiej, nieopodal turystycznie udostępnionej Jaskini Mroźnej. Ma dwa otwory wejściowe położone w skałkach Organów: dolny (główny) na wysokości 1120 metrów n.p.m. i górny (Jaskinia Biała) na wysokości 1260 metrów n.p.m. Długość jaskini wynosi 5420 metrów, a deniwelacja 176 metrów. Zajmuje ona obecnie 12. miejsce pod względem głębokości i 8. miejsce pod względem długości w Tatrach Polskich. Około 60 metrów poniżej niej znajduje się Jaskinia Naciekowa.

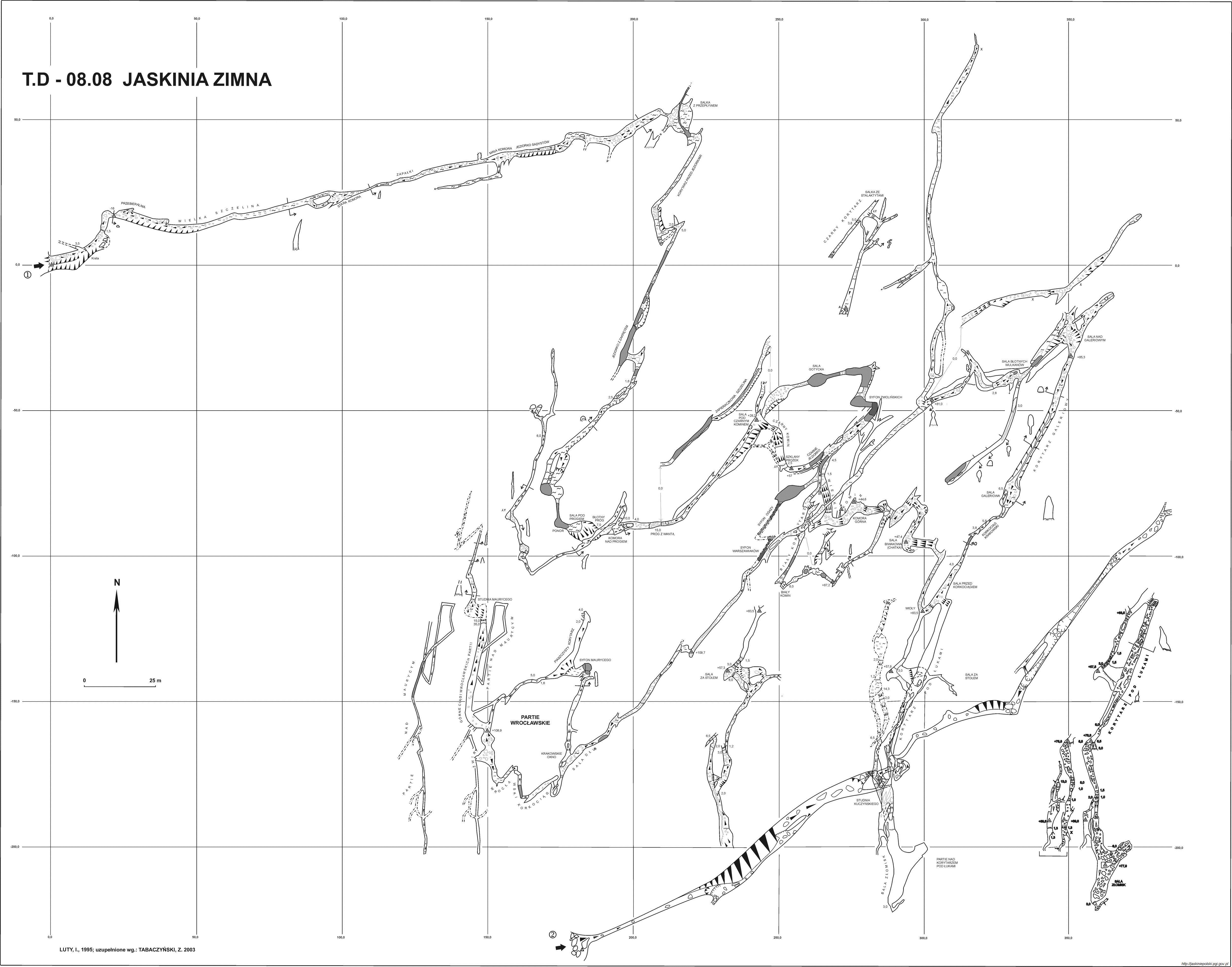
Plan jaskini

## Opis jaskini
Jest to jedna z niewielu dużych jaskiń w Tatrach o ukształtowaniu stosunkowo poziomym. Nie ma tu zbyt wysokich kominów i głębokich studni. Charakteryzują ją liczne podziemne jeziorka i syfony.
Główny ciąg zaczyna się od obszernego otworu dolnego, z którego prowadzi pochyły korytarz (ze względu na bliskość szlaku turystycznego jest po kilkunastu metrach zagrodzony kratą) do kolejnych korytarzy Przebieralni i Wielkiej Szczeliny a następnie do sali Stara Komora (dawny koniec jaskini). Stąd ciasna szczelina wiedzie do Sali z Zapałkami. Odkrywcy użyli tu materiałów wybuchowych do usunięcia głazów blokujących przejście i zabezpieczyli niewielki fragment belkami, nazywając je zapałkami, skąd pochodzi nazwa sali. 

Ciąg główny prowadzi dalej do sali Mała Komora, Jeziorka Sadystów i do dużej Salki z Przepływem z kolejnym jeziorkiem. Dalej jest Sala Strzelista i rozgałęzienie z czterema korytarzami. Trzy kończą się ślepo, natomiast główny ciąg idzie do Korytarza przed Jeziorkami i Jeziorka z Zakrętem (20 metrów długości). Następnie Błotny Korytarz opada do Ponoru. Tworzy on gliniasty lej wchłaniający wodę z Błotnego Korytarza i z głębi jaskini. Okresowo, z powodu nadmiaru wody, tworzy się jeziorko lub syfon. Za Ponorem korytarz prowadzi w górę do Sali pod Progiem, Komory nad Progiem (odchodzi stąd Kręty Korytarz długości 195 metrów) i Sali Gotyckiej z jeziorem. Idąc dalej, dochodzi się do Syfonu Zwolińskich. W syfonie korytarz zakręca i prowadzi do Komory pod Wielkim Kominem. W bok odgałęzia się korytarz do Syfonu Ogazy i Syfonu Warszawiaków, za którym się kończy. 

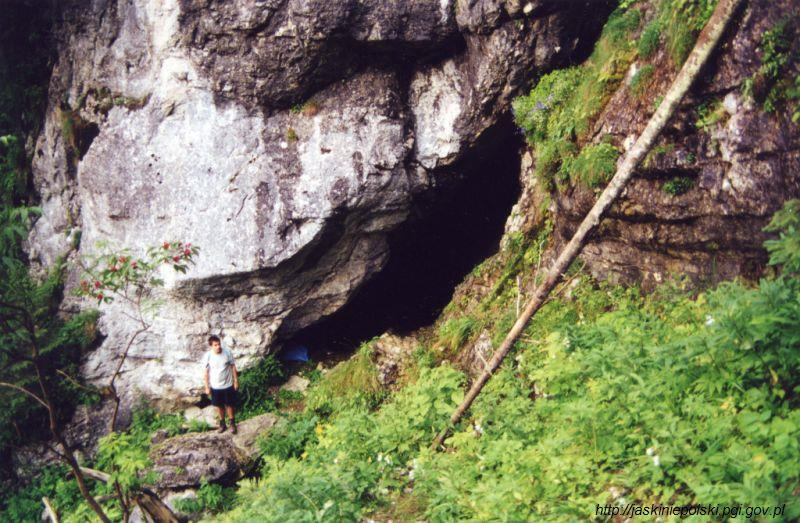
Otwór Jaskini Zimnej

Główny ciąg wiedzie natomiast w górę Wielkim Kominem do Czarnego Korytarza. Można tu dojść też z Komory nad Progiem przez Próg z Wantą. Czarny Korytarz prowadzi do Czarnego Komina i Czarnego Jeziorka. Można tutaj iść dalej Czarnym Korytarzem lub skręcić do Białego Korytarza. Czarny Korytarz prowadzi przez Salkę ze Stalaktytem z powrotem do Wielkiego Komina. Natomiast Biały Korytarz dochodzi do Białego Komina i Progu Masztowego. Stąd odchodzi kilka korytarzy, doprowadzających do dużej Sali Biwakowej, z której można dostać się do rozdroża nazwanego Widłami. Na wprost prowadzi z niego korytarz przez Salę za Stołem do Sali Złomisk (jest to jeden z końców jaskini). Idąc w lewo, dochodzi się do Korytarza pod Łukami i Partii pod Łukami wiodących do niewielkiej groty – Jaskini Białej – i drugiego wejścia do jaskini. 
Główny ciąg prowadzi natomiast od Wideł do Sali pod Korkociągiem i Korkociągu Krakowskiego. Stąd dalej korytarz trafia do Sali Galeriowej, Korytarza Galeriowego i Sali Błotnych Wulkanów. Z sali dojść można do rozwidlenia nazwanego Ósemka. W bok prowadzi Korytarz za Ośemką. W prawo odgałęzia się Korytarz Rubinowy. Główny ciąg natomiast dochodzi do Sali Długiej. Stąd w bok przez Krakowskie Okno można dojść do dolnego Ciągu Partii Wrocławskich, a dalej do Syfonu Maurycego. Za syfon można jednak dotrzeć, idąc dalej głównym korytarzem. Dochodzi się tu do Studni Maurycego. Trawersując studnię, można dotrzeć do korytarzyków kończących się szczelinami lub do Partii za Maurycym kończących się zawaliskiem.

## Przyroda
Jaskinia ma stosunkowo bogatą szatę naciekową. Stalagmity, stalaktyty, polewy naciekowe i draperie występują przede wszystkim nad jeziorkami, w Czarnym Kominie i w okolicach Korytarza Galeriowego. Ściany w Białym Kominie i jego okolicach pokrywają grube pokrywy mleka wapiennego.
W jaskini znajdują się stałe jeziorka oraz duże syfony. W czasie opadów i roztopów na powierzchni tworzą się liczne okresowe jeziorka, z których największe – Ponor – osiągając długość kilkudziesięciu metrów skutecznie blokuje dostęp w głąb jaskini. Wody z jaskini odpływają do niewielkiego wywierzyska, nieco powyżej Bramy Kraszewskiego.
Jaskinia jest jednym z największych zimowisk nietoperzy w Tatrach.

## Opis odkryć
Jaskinia była znana od dawna ze względu na położenie i obszerny otwór. Pierwszymi grotołazami, którzy w 1913 r. podjęli się próby dalszego zbadania tej wówczas 127-metrowej jaskini, byli bracia Tadeusz i Stefan Zwolińscy. Do pokonania obszernego rumowiska, które blokowało dostęp do dalszych partii Jaskini Zimnej, wykorzystali w 1936 r. materiały wybuchowe (konkretnie kilogram amonitu) i pomoc dwóch robotników pracujących przy budowie kolejki na Kasprowy Wierch – Władysława Goryckiego i Karola Palucha (który pełnił funkcję „ogniomistrza”).
Zorganizowana w 1953 roku wyprawa zakopiańska dotarła do Czarnego Korytarza.
W 1954 roku wyprawa krakowska dotarła do Sali Złomisk.
W 1957 roku wyprawa wrocławska odkryła Partie Wrocławskie.
W 1965 roku wyprawa warszawska przechodzi Syfon Warszawiaków.
W latach 1984–1985 wyprawa gliwicka zbadała Partie za Maurycym.
W grudniu 2002 roku odkryto połączenie Jaskini Zimnej z niewielką grotą – Jaskinią Białą.

## Wypadki
W Jaskini Zimnej doszło do kilku groźnych wypadków.
- W 1958 roku wskutek zepsucia się aparatów do oddychania pod wodą jeden z płetwonurków (S. Ogaza z Krakowa) spędził 45 godzin na wąskiej półce skalnej położonej za syfonem (jego kolega z zespołu z powodu podobnej awarii nie mógł mu pomóc). Syfon nazwano Syfonem Ogazy.
- Miesiąc później ekipie wrocławskich grotołazów przypadkiem spłonął śpiwór. Kilku uczestników wyprawy, którzy wykonywali pomiary, zostało odciętych od korytarzy prowadzących do otworu wejściowego trującym dymem. W akcji ratowniczej uczestniczyły drużyny kopalniane z Bytomia i Wieliczki, a ze względu na odwilż jednocześnie przepompowywano wodę z okolic podziemnego ponoru.
- W 1966 roku w Syfonie Ogazy zginął R. Lebecki z Warszawy[3].